# Annie Boulanger
Annie Boulanger est une artiste multidisciplinaire qui s'emploie à l'illustration auprès de maisons d'édition en littérature jeunesse et manuels scolaires,,,. Elle a remporté plusieurs prix, dont le Prix Ruth et Sylvia Schwartz pour les livres jeunesse.

## Biographie
Née à Val-d'Or en Abitibi-Témiscamingue en 1978, Annie Boulanger est une artiste multidisciplinaire qui a illustré au cours des dernières années plusieurs ouvrages de littérature jeunesse chez des éditeurs québécois. Elle a aussi participé à la conception et la réalisation de murales à Rouyn-Noranda, créé des affiches pour des événements (Salon du livre en Abitibi-Témiscamingue, Amos, Rouyn-Noranda), conçu des illustrations pour des publicités nationales, participé à des projets d'animations scolaires et a collaboré pendant plusieurs années avec le sculpteur Jacques Baril dans des compétitions de sculptures sur neige.
Elle a étudié en Arts et Lettres au Cégep de l'Abitibi-Témiscamingue et, brièvement, à l'Université du Québec en Abitibi-Témiscamingue pour une session au baccalauréat multidisciplinaire en création visuelle. Elle a ensuite voyagé pour voir le monde. Elle a aussi fait quelques enrichissants détours en s'intéressant entre autres à la photographie et au cinéma pour revenir à l'illustration,,.
Ses œuvres se déclinent maintenant dans une variété de techniques et de styles qu'elle dit choisir selon les histoires, les thèmes ou les idées qui l'inspirent. Boursière du Conseil des arts et des lettres du Québec (CALQ) en mars 2015, elle planche actuellement, entre autres projets, sur son premier roman graphique,.
Mère de deux garçons, elle partage maintenant son temps entre sa famille, son travail en illustration et ses projets artistiques personnels,.

## Œuvres

### Illustrations
- Maudite Sloche, de Carol Courchesne, Édition Michel Gosselin, 2022 (ISBN 978-2-9819233-7-0).
- Sara 01 : Mystères et amours d'été, de Geneviève Gourdeau, Édition Prologue, 2022 (ISBN 9-78289591-602-4).
- Le silence du passé, de Francine Laviolette, Édition Les Éditeurs réunis, 2022 (ISBN 9-78289783-640-5).
- La peau étoilée d'Anicée, de Renee Wilkin, Éditions Boomerang, 2021 (ISBN 9-78289709-527-7).
- La course de petits bateaux, de Fred Pellerin, Sarrazine Éditions, 2021 (ISBN 9-78292506-615-6)[9],[10].
- Le retour des dragons, Le combat de Sam, de Dominique Demers, Les Éditions Dominique et compagnie, 2021 (ISBN 978-2-89820-460-9).
- Le retour des dragons, La disparition de Sam, de Dominique Demers, Les Éditions Dominique et compagnie, 2021 (ISBN 9-78289820-308-4).
- Lire pour écrire, écrire pour lire, de Lester Laminack et Reba Wadsworth, Édition Chenelière Education, 2021 (ISBN 9-78-2-7650-7586-8).
- Le cœur rouge et or de Nestor, de Renee Wilkin, Éditions Boomerang, 2021 (ISBN 9-78289709-517-8).
- L'Abominable non, de Nicole Testa, Les Éditions Dominique et compagnie, 2020 (ISBN 9-78289785-804-9).
- Le retour des dragons, L'île aux requins, de Dominique Demers, Les Éditions Dominique et compagnie, 2020 (ISBN 9-78289820-182-0).
- Lili Macaroni et Téo Incognito, de Nicole Testa, Les Éditions Dominique et compagnie, 2019 (ISBN 978-2-89785-800-1).
- Homme de lettres-Chroniques d'un facteur conteur, de Pierre Labrèche, Les Éditions En marge, 2019 (ISBN 978-298173-388-7).
- Le stradivarius Obnübilus Tome 1- Le mystère de la pyramide, de Louis Lymburner, Les Éditions de l'Écrivain de l'Est, 2019 (ISBN 9-78292456-105-8).
- Le stradivarius Obnübilus Tome 2- Piégés au pays des Vikings, de Louis Lymburner, Les Éditions de l'Écrivain de l'Est, 2019 (ISBN 9-78292456-106-5).
- Lili Macaroni et Alice feu d’artifice, de Nicole Testa, Les Éditions Dominique et compagnie, 2018 (ISBN 9-78289785-980-0).
- Hunter Jones – Complot au musée, de Louis Lymburner, les Éditions de l'Écrivain de l'Est, 2018 (ISBN 9-78292456-104-1).
- Lili Macaroni - Je suis comme je suis!, de Nicole Testa, Les Éditions Dominique et compagnie, 2017 (ISBN 9-78289739-767-8).
- Michel, la corneille, l'outarde et le loup, de Stéphanie Déxiel, Les Éditions Pierre Tisseyre, 2017 (ISBN 9-78289633-368-4).
- Hunter Jones – Mystère au camp 13, de Louis Lymburner, les Éditions de l'Écrivain de l'Est, 2017 (ISBN 9-78292456-103-4).
- Hunter Jones – Le trésor des seigneurs de Méliakin, de Louis Lymburner, les Éditions de l'Écrivain de l'Est, 2016 (ISBN 9-78292456-102-7).
- Chenapan, de Papy Phil, collection de 10 livres destinée au cours d'éthique au premier niveau du primaire, Les Éditions CEC, 2016.
- La Maîtresse d'école T.02 La tentation du théâtre, de Ismène Toussaint, Édition Les Éditeurs réunis, 2016 (ISBN 9-78289585-857-7).
- La Maîtresse d'école T.01 Les voix de la plaine, de Ismène Toussaint, Édition Les Éditeurs réunis, 2015 (ISBN 9-78289585-688-7).
- Marcher dans le ciel, de Sonia Cotten, Les Éditions Bouton d'or, Acadie, 2015 (ISBN 9-78289682-080-1).
- Quelle mouche l'a piqué?, de Lou Beauchesne, Les Éditions Dominique et compagnie, 2014 (ISBN 9-78208151-284-9).
- L'été indien et 43 petites histoires, projet collectif une initiative d’Illustration Québec, Soulières Éditeur, 2014 (ISBN 9-78289607-263-7).
- Mathis n’aime pas les maths, autrice Anne Lafay, Les Éditions Dominique et compagnie, 2013 (ISBN 9-78289686-752-3).
- Le petit guide de la grande expérience client, auteur Daniel Lafrenière, 2012 (ISBN 9-78298016-331-9)
- Comment le merle est devenu rouge-gorge ? Comment le cochon est devenu porc-épic ? suivi de Péril à l'îlot d'escargots, auteur: Mathieu Parent, Éditions du Mange-Camion, 2012 (ISBN 9-78298120-552-0).
- Les chroniques d'une mère indigne, autrice Caroline Allard, Éditions du Septentrion, 2009 (ISBN 978-2-89448-584-2).

### Murales
- Des territoires coulés dans nos veines[11],[12],[13] (2018), conception et réalisation à Rouyn-Noranda (collectif de 6 artistes, Annie Boulanger, Annie Hamel, Johannie Séguin, Brigitte Toutant, Valéry Hamelin et Ariane Ouellet[14] d'une fresque rendant hommage à l’œuvre musicale et poétique de Richard Desjardins. Murale primée au Colloque Les arts et la ville en 2019 et sélectionnée au Public Art Review 2018[15] du Creative City of Canada Network Summit. Cette murale a donné lieu à la réalisation d'un documentaire Le dernier Nataq par Lisette Marcotte en 2019[16],[17].

- Vent Nouveau / From there to here[18], murale commandée en 2017 par Neighbours Regional Association de Noranda  ayant comme thème l'importance et la valeur de l'immigration à Rouyn-Noranda dans le cadre du 150e anniversaire du Canada. Conçue par Annie Boulanger et réalisée avec Ariane Ouellet[19].

Murale Vent Nouveau / From there to here
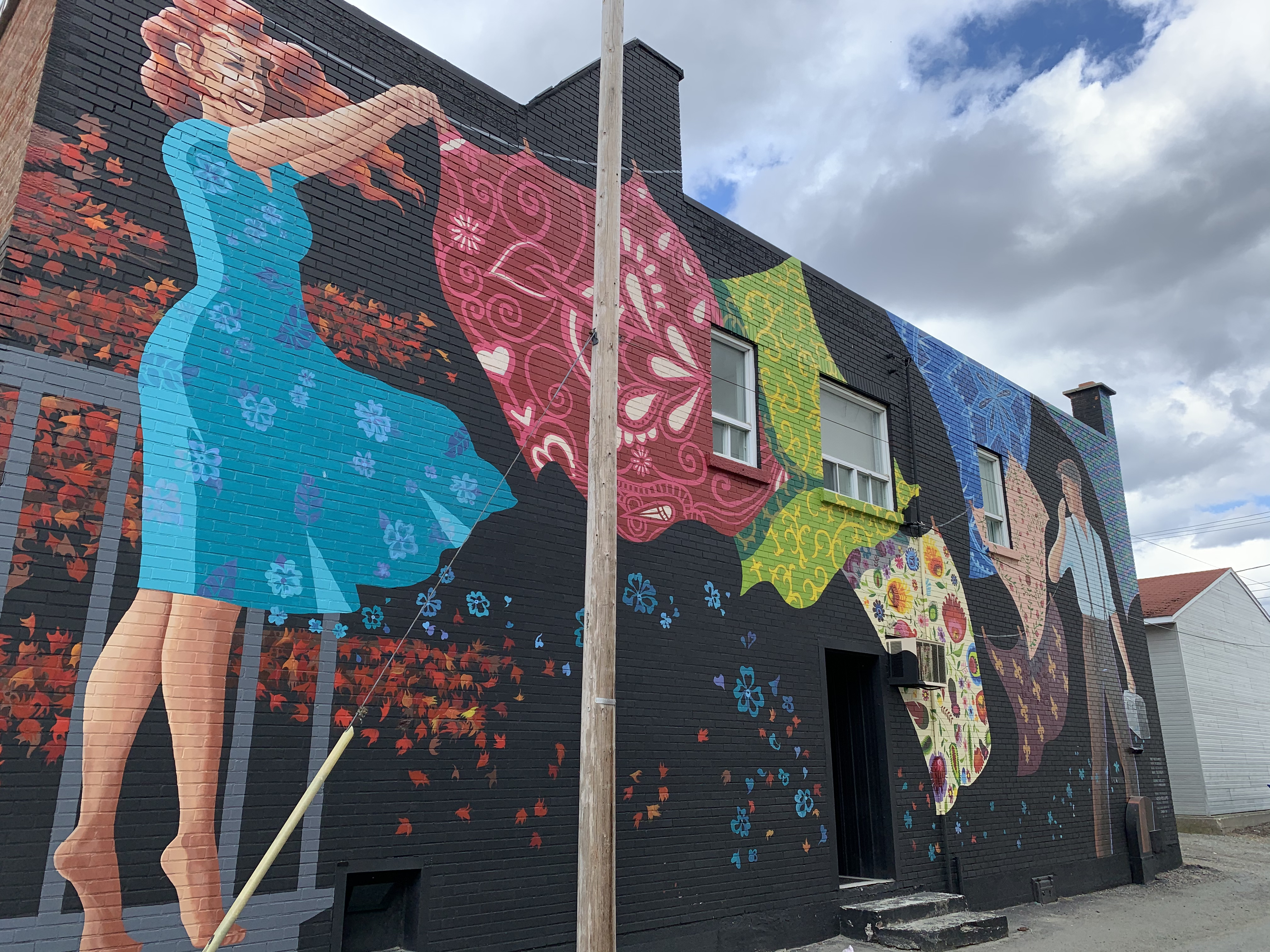
Vent Nouveau, From there to here, murale d'Annie Boulanger avec Ariane Ouellet, 2017 (côté rue).
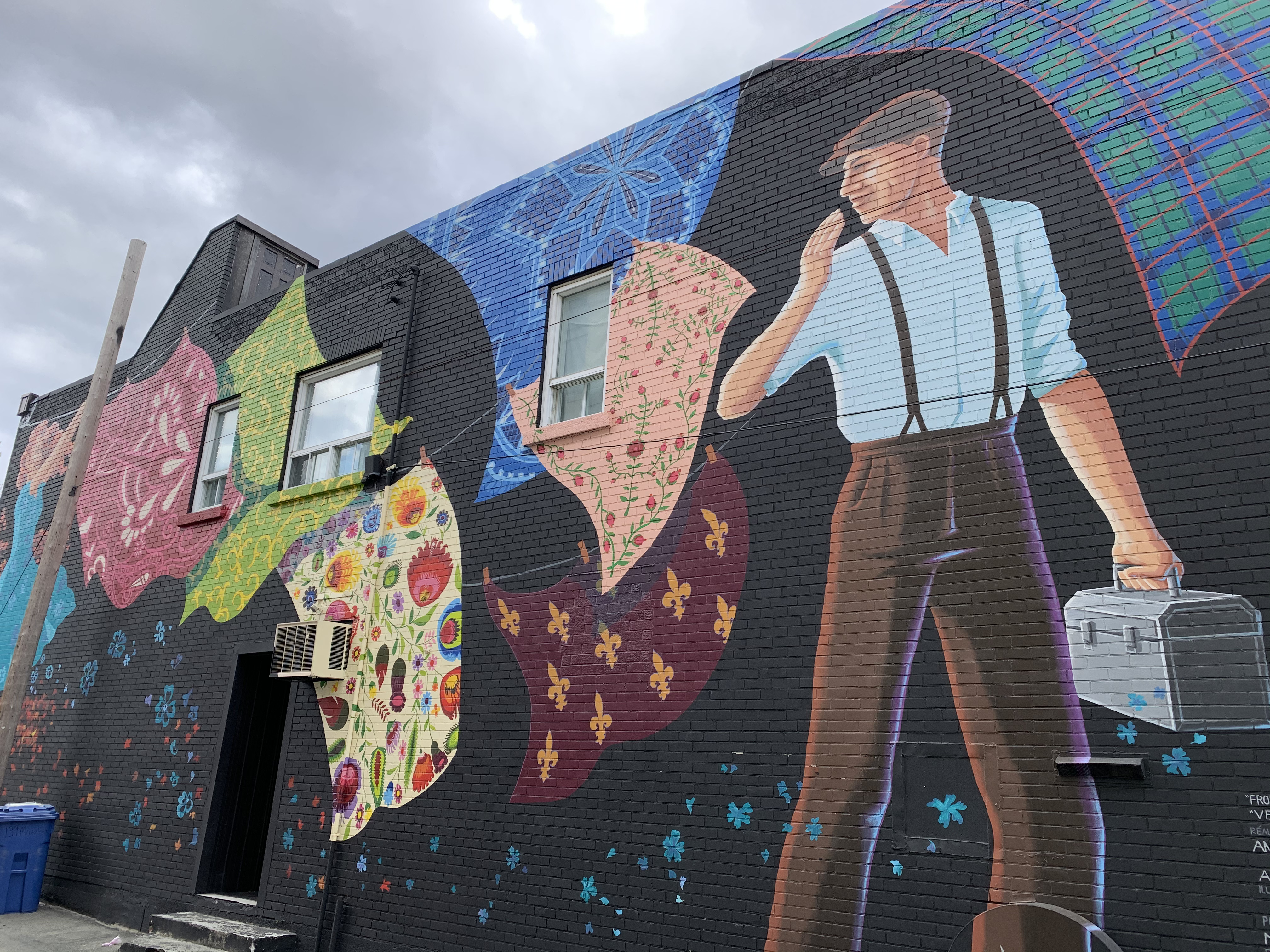
Vent Nouveau, From there to here, murale d'Annie Boulanger avec Ariane Ouellet, 2017 (côté ruelle).
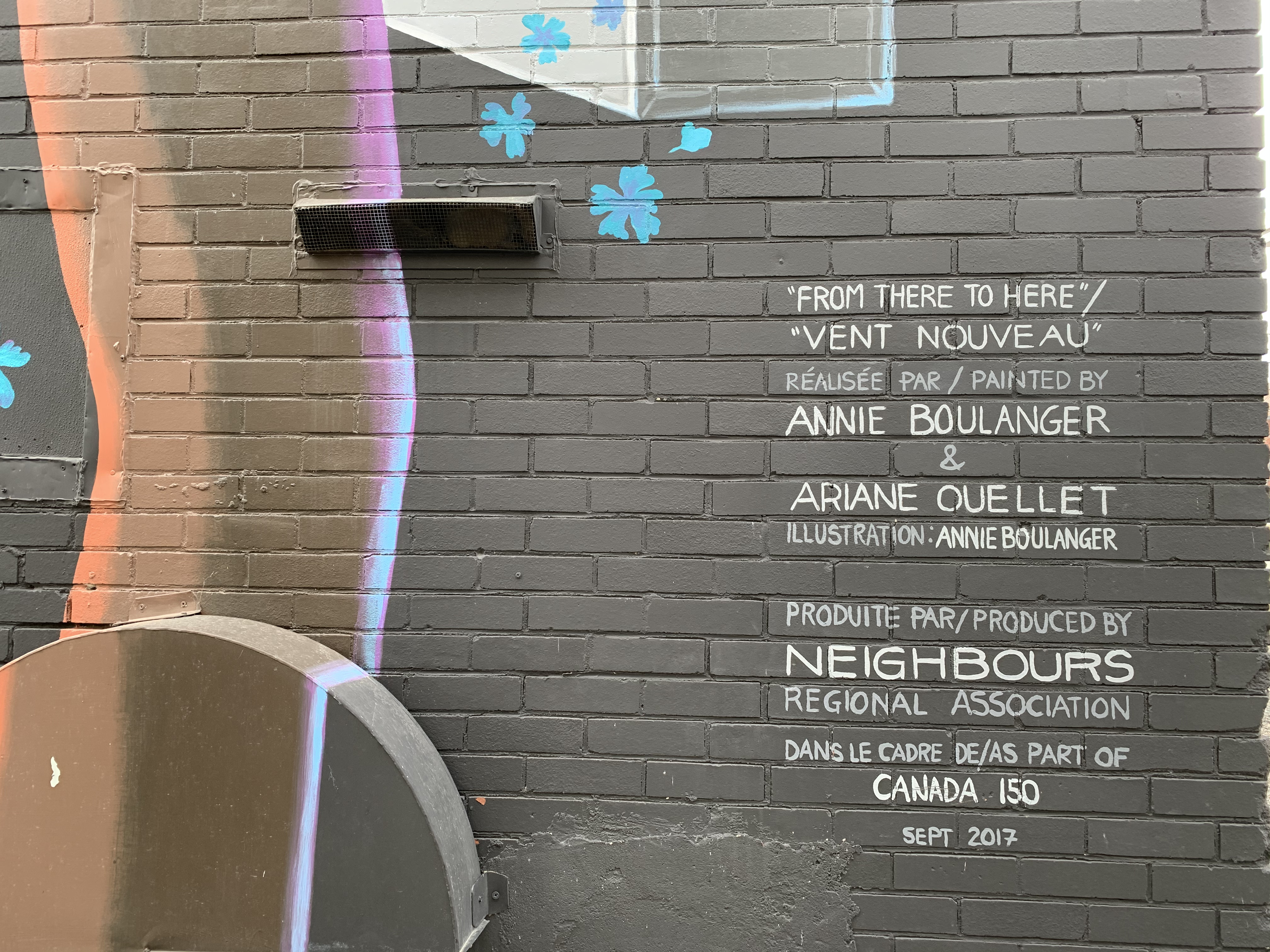
Vent Nouveau / From there to here, (informations sur réalisation de l'oeuvre).

### Sculptures sur neige
De 2007 à 2013, elle a fait de multiples collaborations avec l'artiste sculpteur Jacques Baril.
En 2012 au Yukon International Snow Sculpture Challenge. En 2011, au Symposium international de sculpture sur neige de Winnipeg et en 2007, 2009, 2011 et 2013, à l'Internationale de sculpture sur neige de Québec. (1ᵉʳ prix du Jury en 2009 -mention d'excellence-, volet provincial).

### Expositions
- 2022: Exposition La course de petits bateaux, dans le cadre du programme Une école accueille un artiste du ministère de l’Éducation du Québec, elle effectue une résidence d'artiste à l’école primaire de Saint-Élie-de-Caxton pendant 6 semaines de mars à juin 2022 basée sur l’album illustré La course de petits bateaux réalisé en collaboration avec Fred Pellerin[21]. Le projet englobait la fabrication des petits bateaux par les enfants et la réalisation d'une exposition par l'artiste[22].
- 2016: Réseau d'influence, exposition en duo avec Ariane Ouellet. Centre d'Art Rotary de La Sarre et Centre d'exposition d'Amos[23].
- 2015-2018: Marcher dans le ciel, Exposition/lancement relié à la sortie de l'album de poésie éponyme. (Plusieurs endroits au Québec et au Nouveau-Brunswick[24]).
- 2015: Exposition collective à Namur en Belgique sous la gouverne de l'organisme national Illustration Québec.

### Illustrations diverses et publicités
- Affiches pour La Coupe d'Ourse, tournoi régional d'improvisation à Rouyn-Noranda, 2014 et 2018[25].
- Guide historique des quartiers ruraux de Rouyn-Noranda, 2017[26].
- Affiche Salon du livre de l'Abitibi-Témiscamingue, Amos 2014[27].
- Affiche et pochette du CD du groupe La Maudite Famille[28], Val-d'Or, 2013.
- Affiche Salon du livre de l'Abitibi-Témiscamingue, Rouyn-Noranda, 2012[29].

## Prix, distinctions et bourse
- 2019 : Prix Ruth and Sylvia Schwartz Children’s Book Awards pour la version anglophone de l’album Lili Macaroni, avec l’autrice Nicole Testa. Les Éditions Pajama Press[5],[30].
- 2018 : Finaliste Prix du Gouverneur Général dans la catégorie Album jeunesse illustré avec l’album Lili Macaroni – Je suis comme je suis, avec l’autrice Nicole Testa. Les Éditions Dominique et compagnie[31].
- 2017 : Prix Artiste de l’année lors de la remise des prix artistiques des Journées de la Culture de Rouyn-Noranda[32].
- 2015 : Bourse du Conseil des arts et des lettres du Québec, obtenue pour la création d'un roman graphique intitulé Bouleau Pleureur (travail en cours)[8].